# 大島線 (中国ジェイアールバス)
大島本線（おおしまほんせん）は、日本国有鉄道自動車局（国鉄バス）・西日本旅客鉄道（JR西日本）・JRバス中国（中国JRバス）がかつて屋代島（周防大島）（山口県大島郡周防大島町）を拠点として運行していた自動車路線である。
国鉄バス時代より、JR系バスとして唯一、鉄道路線のない島を走る路線として知られていたが、2007年（平成19年）9月30日をもって防長交通に路線を移管し、営業廃止となった。

## 概要
本路線の開業前、島内には大島自動車の路線バスが走っていたが、車両数が4台しかない小規模事業者によるものであったため、運行本数が少ない上に、道路事情も良くなかったこともあって安定した運転が出来ず、改善が望まれていた。そこで、大島連絡船の経営が山口県から国鉄に移管されたことにより、島内の自治体からの国鉄バス運行に対する要望が高まり、国鉄にバス路線開設を打診した。国鉄としても、航路の培養線としての位置付けが可能になることもあり、要望を受けて大島自動車を買収し、1948年3月に大島線として運行を開始した。これは国鉄バスでは初にして唯一の離島路線であった。
開業後は島内の交通を一手に引き受けていたが、乗客数も次第に増加し、大島連絡船とともに営業成績も良好であった。1968年（昭和43年）には新たに防長交通が参入したが、これは国鉄バスが、同年10月からの「瀬戸内西線（広島 - 山口間）」の運行開始にあたって、交換条件として大島線への参入を希望したためである。1963年7月からは、島内を巡る定期観光バスが、小松港を起終点として、日祝日のみ運行されていた。
また国鉄が取り扱う小荷物は、大島航路から引き継いで大島線のバスで輸送しており、最盛期の1970年代前半には、中国地方自動車局管内で扱う小荷物の50％近い個数を大島線で取り扱っていたが、島内の主要農産物であるみかんの収穫時期には、みかんを小荷物で発送する客が多くなり、バスでは捌き切れない為に、日本通運に輸送委託していたこともあった。
しかし、大島大橋架橋後は、自動車によって島外に自由に行ける様になったことと、島内人口の減少・高齢化が進んだことから、次第に乗客が減少していった。国鉄バスを承継したJR西日本・中国JRバスは、不採算路線の廃止・委託化などを進めてきたものの、2007年、遂に撤退を迎えた。中国JRバスの撤退に際し、周防大島町では、同社の長年の功績を評し、感謝状を贈っている。

## 沿革
- 1948年3月11日 大島本線（小松港～伊保田・周防土居～安高）・安下庄線（小松港～沖浦～安下庄～周防下田）・奥畑線（屋代口～奥畑）運行開始[2]。
- 1950年11月11日 大島本線（伊保田～周防油宇）及び安下庄線（外入～佐連）運行開始。
- 1968年10月1日 防長交通が参入し、共同運行開始。
- 1976年7月5日 大島大橋架橋に伴い、大畠駅（一部柳井駅間で運行）への乗り入れ開始。
- 1976年12月15日 大島本線（大畠駅～東瀬戸～周防油宇）ワンマン化。
- 1979年7月10日 安下庄線（東瀬戸～小松港～安下庄～安高～佐連～周防平野・外入～周防下田・安高～土居口）ワンマン化。
- 1980年11月 奥畑線（屋代口～奥畑）ワンマン化。これにより全線ワンマン化完了。
- 1983年3月18日 沖家室大橋開通により、沖家室島への乗り入れ開始。
- 1999年10月2日 奥畑線（屋代口～奥畑）廃止。大島町（現・周防大島町）営バスに移管（大島観光タクシーが乗り合いタクシーとして運行を受託）。
- 2000年3月11日 安下庄地区の路線を変更し、大島中部病院前（のち町立橘病院前、現在の町立橘医院前）への乗り入れ開始。安下庄駅廃止。周防平野～沖家室～佐連～外入～周防下田間および大島中部病院前～周防下田間を、東和町営バスに移管（防長交通が運行を受託）。
- 2002年4月1日 島内運行路線調整を実施。大島本線を防長交通のみ、安下庄線を中国JRバスのみの運行に変更。
- 2007年10月1日 東瀬戸～小松港～町立橘病院前間より中国JRバスが撤退、防長交通の運行に変更。

## 運行系統
- 大島本線（防長交通に移管）
  - 柳井駅～大畠駅～東瀬戸～周防久賀～土居口～周防下田～周防平野～森野～伊保田～周防油宇
  - 土居口～安高～町立橘病院前
- 白木半島線（周防大島町営に移管：運行は防長交通へ委託、2007年10月1日よりスクールバスによる運行に変更）
  - 周防平野～沖家室～佐連～外入～周防下田
  - 町立橘病院前～周防下田
- 奥畑線（周防大島町営に移管：運行は大島観光タクシーへ委託）
  - 屋代口～奥畑
- 安下庄線
  - 大畠駅～東瀬戸～小松港～屋代口～横見～沖浦～西安下庄～町立橘病院前

## 施設
車庫は小松港にある山口支店周防営業所大島支所で、元の大島営業所である。大島連絡船があった頃、バスターミナルは小松港にあり、連絡船と共用の自動車駅が併設されていた。また大島線の開設当初は、安下庄に支区が設置されてそこでも車庫業務を行っていたが、派出所に格下げの後、1953年からは、安下庄駅に職員が常駐することになった。
連絡線廃止後、バスターミナルは営業所の拡張用敷地となったが、連絡船の駅舎や桟橋入口の上屋は、1979年3月に船舶部門から管理を引き継いで以降もそのまま残り、1985年頃の小松港港湾整備事業の際に取り壊された。一方バス用の駅舎は、営業所に面した道路わきに小型のものが新設されたが、駅業務の廃止に伴い撤去された。
そのほか、島内には周防久賀・周防下田・安下庄・伊保田の4駅が存在していた。既に営業は廃止されているが、建物は現存している。

## 車両
路線開設当初は、狭隘道路が多いことから小型のトヨタKC型バスが配備された。その後一般路線車は三菱ふそうといすゞの大型車（4型及び5型）が配置されていたが、それでも満員になるほど乗客が多かった。ワンマン化の際には3型の小型車を導入したが、急に小型車化したため乗客の積み残しが発生することが度々あり、臨時便を出すことすらあった。
なお、1976年（昭和51年）のワンマン化の際に導入されたバスは、国鉄バスとして初めての、後方監視用バックカメラ装備車であった。

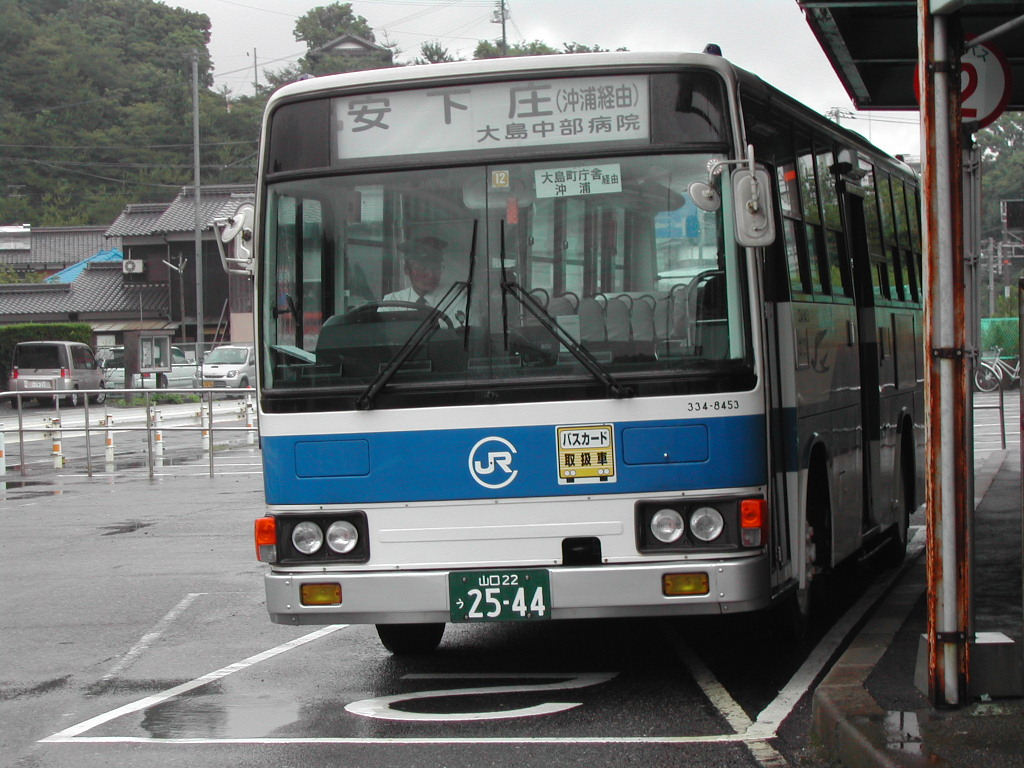
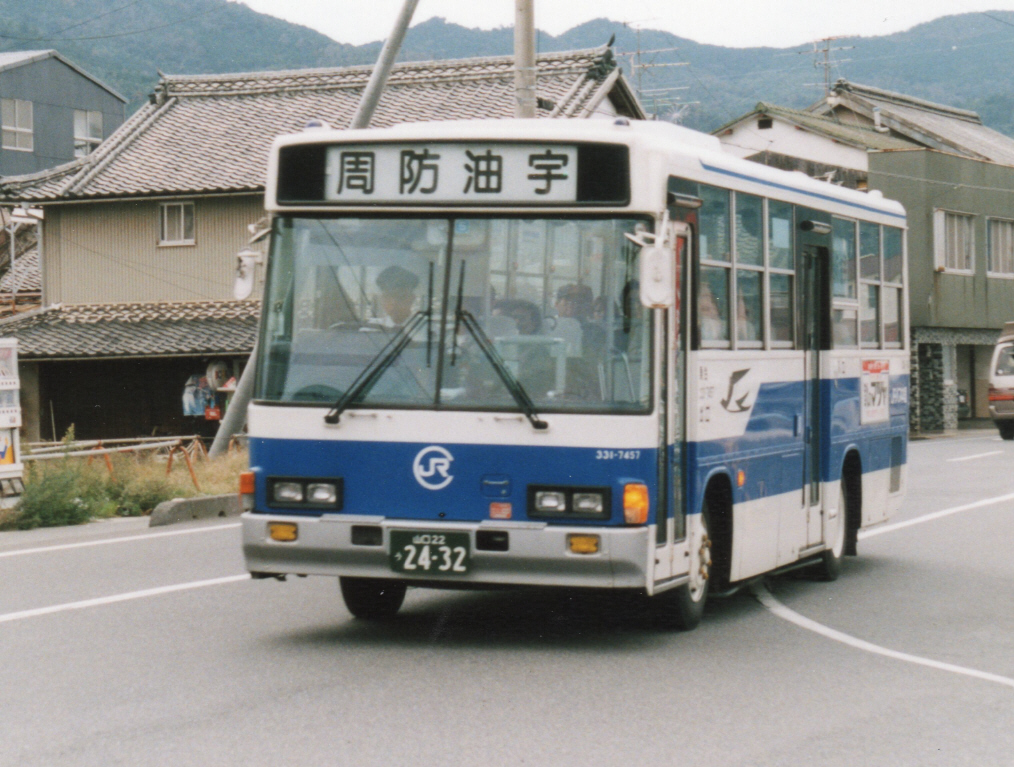
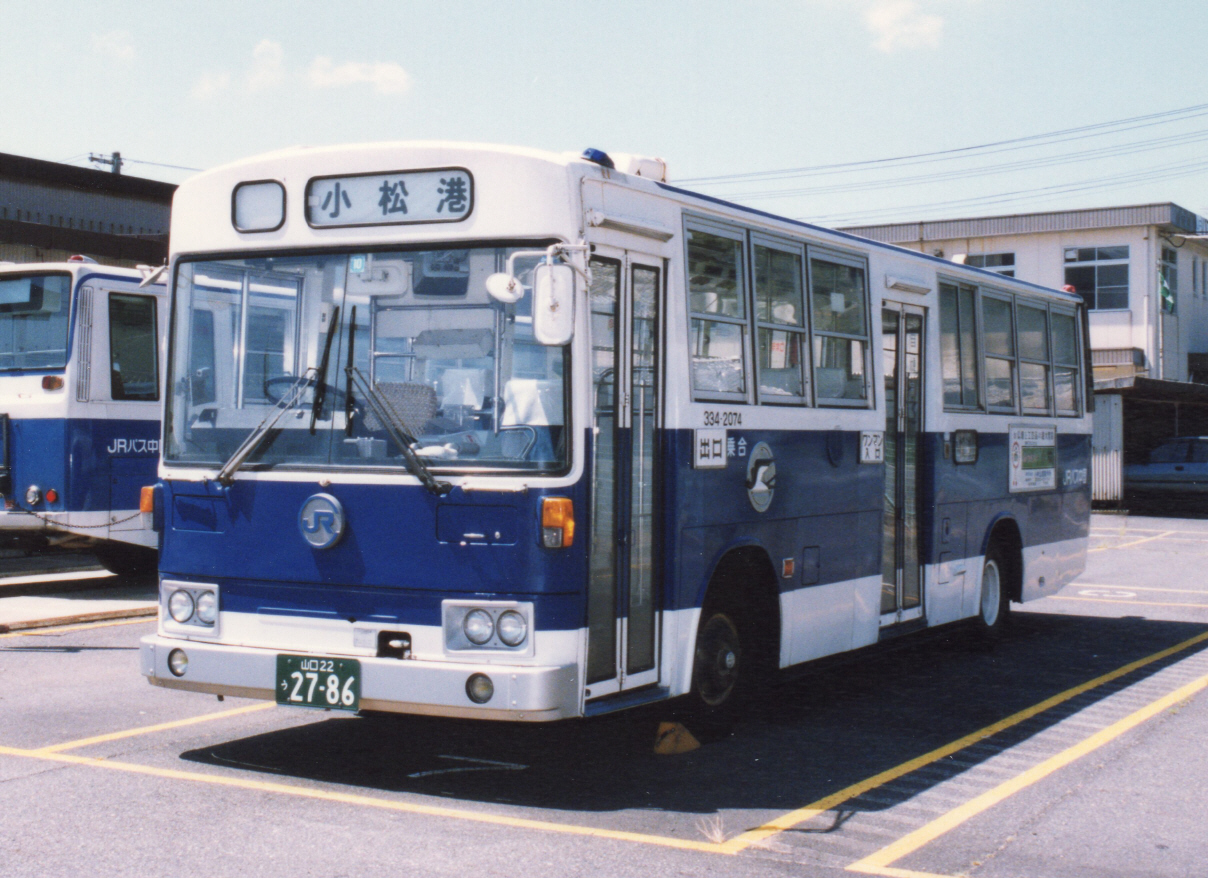
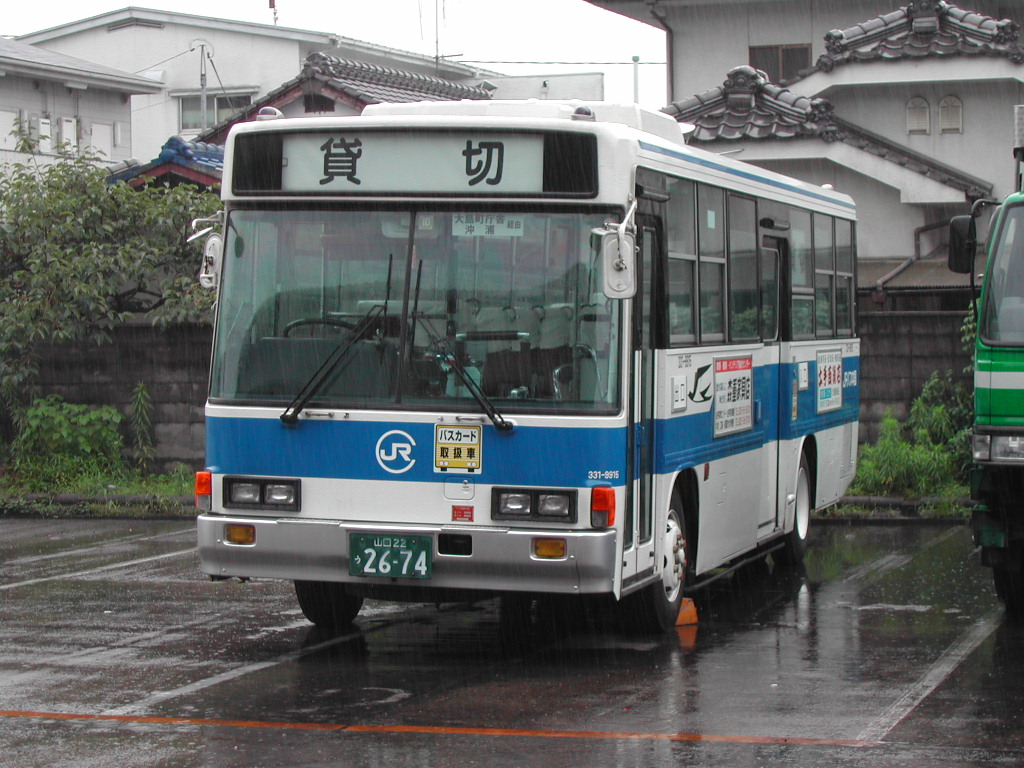